# إدموند هوارد
إدموند هوارد (بالإنجليزية: Lord Edmund Howard)‏ (و. 1478 – 1539 م) هو، من المملكة المتحدة، توفي عن عمر يناهز 61 عاماً.